# Мичурин, Аркадий Михайлович
Аркадий Михайлович Мичурин (1816 — 30.10.1877) — русский военачальник, генерал-майор.

## Биография
В 1853 году женой капитана А. М. Мичурина стала актриса из актёрской династии Самойловых, Вера Васильевна Самойлова. Хорошо знавший семью Самойловых В. А. Крылов писал о Мичурине, что он был «богатый, на хорошем счету у начальства, но избалованный барич, любивший роскошь, причудливый в своих желаниях, упорный в их достижении. Фантазии его впоследствии были причиной его полного разорения». Мичурин обожал супругу и готов был принести ей в жертву военную карьеру, поскольку по тогдашним правилам, жены офицеров не могли быть актрисами. Но сам Государь Николай Павлович, высоко ценивший искусство Самойловой, отказал ему в отставке. По словам А. И. Шуберт, актриса обратилась к Государю с просьбой дать будущему мужу какое-нибудь место по гражданской части, чтобы она могла по-прежнему играть на сцене. Но он ответил: „Не могу, Вера Васильевна, хороший полковник мне дороже всяких талантов“ и как писал театральный летописец А. И. Вольф она «сошла со сцены в полном цвете лет и полном развитии таланта». По поводу замужества Самойловой В. А. Полетика указывал: «этот брак вовсе не был браком по любви или по расчету. В один из несчастных дней ее жизни Вере Васильевне представилось, что ей необходимо выйти замуж, для того чтобы положить конец слухам, казавшимся ей оскорбительными не столько даже для нее самой, сколько для лица, к которому она питала — мало сказать, благоговение, а какой-то фанатический экстаз». Высказываются предположения, что лицом, вызывавшим в ней благоговение и фанатический экстаз, мог быть только Николай I. Николай подарил ей на приданое три тысячи рублей. Обычно царь жаловал такие суммы к свадьбе своим фавориткам из актрис или воспитанниц Театральной школы.
В 1855—1856 годах А. М. Мичурин, в чине полковника — командир Гренадерского сапёрного батальона; с 1865 по 28 марта 1871 года — командир Новоторжского полка.
Семья жила в доме 1/3 на Большой Московской улице. В семье было два сына и дочь:
- Старший, слабого здоровья, служил по казенной части.
- Младший сын Николай, учился в Николаевском кавалерийском училище, но следуя призванию матери, стал провинциальным актёром. Умер в ноябре 1897 года, в Сухуми.
- дочь Вера, продолжала славу актерской династии на Александринской сцене до самой своей смерти в 1948 году.